# Norvégia az 1992. évi nyári olimpiai játékokon
Norvégia a spanyolországi Barcelonában megrendezett 1992. évi nyári olimpiai játékok egyik részt vevő nemzete volt. Az országot az olimpián 17 sportágban 83 sportoló képviselte, akik összesen 7 érmet szereztek.

## Érmesek
| Érem  | Versenyző | Sportág       | Versenyszám              |
| ----- | --- | ------------- | ------------------------ |
| Arany | Jon Rønningen | Birkózás      | Férfi kötöttfogás, 52 kg |
| Arany | Linda Andersen | Vitorlázás    | Női europe               |
| Ezüst | Lars Bjønness Kjetil Undset Rolf Thorsen Per Sætersdal | Evezés        | Férfi négypárevezős      |
| Ezüst | Knut Holmann | Kajak-kenu    | Férfi kajak egyes 1000 m |
| Ezüst | Nemzeti válogatott Mona Dahle Kristine Duvholt Siri Eftedal Hege Kirsti Frøseth Susann Goksør Henriette Henriksen Hanne Hogness Karin Pettersen Tonje Sagstuen Annette Skotvoll Ingrid Steen Heidi Sundal Cathrine Svendsen Heidi Tjugum | Kézilabda     | Női                      |
| Ezüst | Harald Stenvaag | Sportlövészet | Férfi sportpuska, fekvő  |
| Bronz | Knut Holmann | Kajak-kenu    | Férfi kajak egyes 500 m  |

| Sport         |   |   |   | Összesen |
| Atlétika      | 0 | 0 | 0 | 0        |
| Birkózás      | 1 | 0 | 0 | 1        |
| Cselgáncs     | 0 | 0 | 0 | 0        |
| Evezés        | 0 | 1 | 0 | 1        |
| Íjászat       | 0 | 0 | 0 | 0        |
| Kajak-kenu    | 0 | 1 | 1 | 2        |
| Kerékpározás  | 0 | 0 | 0 | 0        |
| Kézilabda     | 0 | 1 | 0 | 1        |
| Lovaglás      | 0 | 0 | 0 | 0        |
| Műugrás       | 0 | 0 | 0 | 0        |
| Ökölvívás     | 0 | 0 | 0 | 0        |
| Sportlövészet | 0 | 1 | 0 | 1        |
| Tenisz        | 0 | 0 | 0 | 0        |
| Tollaslabda   | 0 | 0 | 0 | 0        |
| Torna         | 0 | 0 | 0 | 0        |
| Úszás         | 0 | 0 | 0 | 0        |
| Vitorlázás    | 1 | 0 | 0 | 1        |
| Összesen      | 2 | 4 | 1 | 7        |

| Naponként | Naponként    | Naponként | Naponként | Naponként | Naponként | Naponként |
| --------- | ------------ | --------- | --------- | --------- | --------- | --------- |
| Nap       | Dátum        |           |           |           | Összesen  |           |
| 1.nap     | Július 25.   | —         | —         | —         | —         |           |
| 2.nap     | Július 26.   | 0         | 0         | 0         | 0         |           |
| 3.nap     | Július 27.   | 0         | 0         | 0         | 0         |           |
| 4.nap     | Július 28.   | 1         | 0         | 0         | 1         |           |
| 5.nap     | Július 29.   | 0         | 1         | 0         | 1         |           |
| 6.nap     | Július 30.   | 0         | 0         | 0         | 0         |           |
| 7.nap     | Július 31.   | 0         | 0         | 0         | 0         |           |
| 8.nap     | Augusztus 1. | 0         | 0         | 0         | 0         |           |
| 9.nap     | Augusztus 2. | 0         | 1         | 0         | 1         |           |
| 10.nap    | Augusztus 3. | 1         | 0         | 0         | 1         |           |
| 11.nap    | Augusztus 4. | 0         | 0         | 0         | 0         |           |
| 12.nap    | Augusztus 5. | 0         | 0         | 0         | 0         |           |
| 13.nap    | Augusztus 6. | 0         | 0         | 0         | 0         |           |
| 14.nap    | Augusztus 7. | 0         | 0         | 1         | 1         |           |
| 15.nap    | Augusztus 8. | 0         | 2         | 0         | 2         |           |
| 16.nap    | Augusztus 9. | 0         | 0         | 0         | 0         |           |
| Összesen  |              | 2         | 4         | 1         | 7         |           |

## Atlétika
Férfi
| Versenyző      | Versenyszám | Előfutam | Előfutam | Előfutam | Elődöntő | Elődöntő | Elődöntő | Döntő    | Döntő    |
| Versenyző      | Versenyszám | Idő      | Hely.    | Össz.    | Idő      | Hely.    | Össz.    | Idő      | Helyezés |
| -------------- | ----------- | -------- | -------- | -------- | -------- | -------- | -------- | -------- | -------- |
| Atle Douglas   | 800 m       | 1:48,08  | 2.       | 22.      | 1:48,63  | 7.       | 18.      | kiesett  | kiesett  |
| Vebjørn Rodal  | 800 m       | 1:48,00  | 5.       | 19.      | 1:49,53  | 5.       | 20.      | kiesett  | kiesett  |
| John Halvorsen | 10 000 m    | 28:21,57 | 8.       | 8.       |          |          |          | 29:53,91 | 19.      |

| Versenyző      | Versenyszám   | Selejtező | Selejtező | Döntő    | Döntő    |
| Versenyző      | Versenyszám   | Eredmény  | Helyezés  | Eredmény | Helyezés |
| -------------- | ------------- | --------- | --------- | -------- | -------- |
| Steinar Hoen   | Magasugrás    | 223 cm    | 15.       | kiesett  | kiesett  |
| Håkon Särnblom | Magasugrás    | 220 cm    | 19.*      | kiesett  | kiesett  |
| Olav Jenssen   | Diszkoszvetés | 60,00 m   | 13.       | kiesett  | kiesett  |

Női
| Versenyző       | Versenyszám   | Selejtező | Selejtező | Döntő    | Döntő    |
| Versenyző       | Versenyszám   | Eredmény  | Helyezés  | Eredmény | Helyezés |
| --------------- | ------------- | --------- | --------- | -------- | -------- |
| Mette Bergmann  | Diszkoszvetés | 58,32 m   | 21.       | kiesett  | kiesett  |
| Trine Hattestad | Gerelyhajítás | 67,20 m   | 2.        | 63,54 m  | 5.       |

| Versenyző            | Versenyszám | 100 m gát | 100 m gát | Magasugrás | Magasugrás | Súlylökés | Súlylökés | 200 m | 200 m | Távolugrás | Távolugrás | Gerelyhajítás | Gerelyhajítás | 800 m   | 800 m | Végeredmény | Végeredmény |
| Versenyző            | Versenyszám | Idő       | Pont      | Eredmény   | Pont       | Eredmény  | Pont      | Idő   | Pont  | Eredmény   | Pont       | Eredmény      | Pont          | Idő     | Pont  | Pont        | Helyezés    |
| -------------------- | ----------- | --------- | --------- | ---------- | ---------- | --------- | --------- | ----- | ----- | ---------- | ---------- | ------------- | ------------- | ------- | ----- | ----------- | ----------- |
| Anne Brit Skjæveland | Hétpróba    | 13,73     | 1017      | 182 cm     | 1003       | 12,07 m   | 666       | 24,48 | 935   | 608 cm     | 874        | 35,42 m       | 580           | 2:22,19 | 794   | 5869        | 22.         |

* - két másik versenyzővel azonos eredményt ért el

## Birkózás
Kötöttfogású
| Versenyző      | Versenyszám | Csoportkör | Csoportkör | Helyosztók        | Helyosztók                         | Helyosztók        | Bronz- mérkőzés   | Döntő                             | Helyezés |
| Versenyző      | Versenyszám | Csoportkör | Csoportkör | 9. helyért        | 7. helyért                         | 5. helyért        | Bronz- mérkőzés   | Döntő                             | Helyezés |
| Versenyző      | Versenyszám | Ellenfél Eredmény | Hely.      | Ellenfél Eredmény | Ellenfél Eredmény                  | Ellenfél Eredmény | Ellenfél Eredmény | Ellenfél Eredmény                 | Helyezés |
| -------------- | ----------- | --- | ---------- | ----------------- | ---------------------------------- | ----------------- | ----------------- | --------------------------------- | -------- |
| Lars Rønningen | 48 kg       | A csoport · Oleg Kucserenko (EUN) · 1-6 · Óhasi Maszanori (JPN) · 2-0 · Wilber Sánchez (CUB) · 1-2                         | 4.         |                   | Pappu Dzsadav (IND) · visszalépett |                   |                   |                                   | 7.       |
| Jon Rønningen  | 52 kg       | B csoport · Ramón Meña (PAN) · 17-0 · Shawn Sheldon (USA) · 5-0 · Bratan Cenov (BUL) · 5-3 · Senad Rizvanović (IOP) · 11-0 | 1.         |                   |                                    |                   |                   | Alfred Ter-Mkrticsjan (EUN) · 2-1 |          |

## Cselgáncs
Férfi
| Versenyző    | Versenyszám | Selejtező         | 32-es főtábla                  | Nyolcaddöntő      | Negyeddöntő       | Elődöntő          | Vigaszág első kör | Vigaszág nyolcaddöntő | Vigaszág negyeddöntő | Vigaszág elődöntő | Bronz- mérkőzés   | Döntő             | Helyezés |
| Versenyző    | Versenyszám | Ellenfél Eredmény | Ellenfél Eredmény              | Ellenfél Eredmény | Ellenfél Eredmény | Ellenfél Eredmény | Ellenfél Eredmény | Ellenfél Eredmény     | Ellenfél Eredmény    | Ellenfél Eredmény | Ellenfél Eredmény | Ellenfél Eredmény | Helyezés |
| ------------ | ----------- | ----------------- | ------------------------------ | ----------------- | ----------------- | ----------------- | ----------------- | --------------------- | -------------------- | ----------------- | ----------------- | ----------------- | -------- |
| Stig Traavik | Harmatsúly  | erőnyerő          | Philip Laats (BEL) · 0000-0010 | kiesett           | kiesett           | kiesett           |                   |                       |                      |                   |                   |                   | 24.      |

## Evezés
Férfi
| Versenyző                                              | Versenyszám              | Előfutam | Előfutam | Vigaszág | Vigaszág | Elődöntő | Elődöntő | Elődöntő | Döntő | Döntő   | Döntő | Helyezés |
| Versenyző                                              | Versenyszám              | Idő      | Hely.    | Idő      | Hely.    | Típus    | Idő      | Hely.    | Típus | Idő     | Hely. | Helyezés |
| ------------------------------------------------------ | ------------------------ | -------- | -------- | -------- | -------- | -------- | -------- | -------- | ----- | ------- | ----- | -------- |
| Snorre Lorgen Sverke Lorgen                            | Kormányos nélküli kettes | 6:43,10  | 2.       | 6:42,97  | 1.       | A/B      | 6:38,28  | 4.       | B     | 6:36,16 | 1.    | 7.       |
| Lars Bjønness Rolf Thorsen Kjetil Undset Per Sætersdal | Négypárevezős            | 5:46,83  | 1.       |          |          | A/B      | 5:49,53  | 2.       | A     | 5:47,09 | 2.    |          |

## Íjászat
Férfi
| Versenyző      | Versenyszám | Selejtező | Selejtező | Selejtező | Selejtező | Selejtező | Selejtező | Selejtező | Selejtező | Selejtező | Selejtező | Kieséses szakasz                   | Kieséses szakasz                    | Kieséses szakasz                    | Kieséses szakasz                      | Kieséses szakasz                                  | Helyezés |
| Versenyző      | Versenyszám | 30 m      | 30 m      | 50 m      | 50 m      | 70 m      | 70 m      | 90 m      | 90 m      | Pont      | Hely.     | 32-es főtábla                      | Nyolcaddöntő                        | Negyeddöntő                         | Elődöntő                              | Döntő                                             | Helyezés |
| Versenyző      | Versenyszám | Pont      | Hely.     | Pont      | Hely.     | Pont      | Hely.     | Pont      | Hely.     | Pont      | Hely.     | Ellenfél Eredmény                  | Ellenfél Eredmény                   | Ellenfél Eredmény                   | Ellenfél Eredmény                     | Ellenfél Eredmény                                 | Helyezés |
| -------------- | ----------- | --------- | --------- | --------- | --------- | --------- | --------- | --------- | --------- | --------- | --------- | ---------------------------------- | ----------------------------------- | ----------------------------------- | ------------------------------------- | ------------------------------------------------- | -------- |
| Martinius Grov | Egyéni      | 355       | 2.        | 329       | 3.        | 328       | 12.       | 299       | 16.       | 1311      | 7.        | Frank Marzoch (GER) (26.) · 106-94 | Steven Hallard (GBR) (23.) · 104-99 | Vagyim Sikarev (EUN) (2.) · 109-104 | Sébastien Flûte (FRA) (14.) · 107-110 | Bronzmérkőzés · Simon Terry (GBR) (20.) · 103-109 | 4.       |

## Kajak-kenu

### Síkvízi
Férfi
| Versenyző                 | Versenyszám         | Előfutam | Előfutam | Előfutam | Vigaszág | Vigaszág | Vigaszág | Elődöntő | Elődöntő | Elődöntő | Döntő   | Döntő    |
| Versenyző                 | Versenyszám         | Idő      | Hely.    | Össz.    | Idő      | Hely.    | Össz.    | Idő      | Hely.    | Össz.    | Idő     | Helyezés |
| ------------------------- | ------------------- | -------- | -------- | -------- | -------- | -------- | -------- | -------- | -------- | -------- | ------- | -------- |
| Knut Holmann              | Kajak egyes 500 m   | 1:41,18  | 3.       | 4.       | 1:40,36  | 1.       | 1.       | 1:41,96  | 3.       | 4.       | 1:40,71 |          |
| Knut Holmann              | Kajak egyes 1000 m  | 3:35,70  | 1.       | 1.       | erőnyerő | erőnyerő | erőnyerő | 3:35,21  | 1.       | 1.       | 3:37,50 |          |
| Peter Ribe Thomas Roander | Kajak kettes 500 m  | 1:33,84  | 4.       | 6.       | 1:33,67  | 5.       | 12.      | kiesett  | kiesett  | kiesett  | kiesett | kiesett  |
| Peter Ribe Thomas Roander | Kajak kettes 1000 m | 3:18,02  | 1.       | 5.       | erőnyerő | erőnyerő | erőnyerő | 3:21,76  | 6.       | 12.      | kiesett | kiesett  |

Női
| Versenyző                                                      | Versenyszám        | Előfutam | Előfutam | Előfutam | Elődöntő | Elődöntő | Elődöntő | Döntő   | Döntő    |
| Versenyző                                                      | Versenyszám        | Idő      | Hely.    | Össz.    | Idő      | Hely.    | Össz.    | Idő     | Helyezés |
| -------------------------------------------------------------- | ------------------ | -------- | -------- | -------- | -------- | -------- | -------- | ------- | -------- |
| Hege Brannsten Ingeborg Rasmussen                              | Kajak kettes 500 m | 1:49,58  | 7.       | 15.      | 1:47,48  | 7.       | 16.      | kiesett | kiesett  |
| Hege Brannsten Nina Bergsvik Tone Rasmussen Ingeborg Rasmussen | Kajak négyes 500 m | 1:40,53  | 8.       | 14.      | 1:41,88  | 6.       | 11.      | kiesett | kiesett  |

## Kerékpározás

### Országúti kerékpározás
Férfi
| Versenyző                                                      | Versenyszám     | Idő            | Helyezés |
| -------------------------------------------------------------- | --------------- | -------------- | -------- |
| Lars Kristian Johnsen                                          | Mezőnyverseny   | 4:35:56(+0:35) | 45.      |
| Bjørn Stenersen                                                | Mezőnyverseny   | 4:35:56(+0:35) | 38.      |
| Karsten Stenersen                                              | Mezőnyverseny   | 4:35:56(+0:35) | 57.      |
| Stig Kristiansen Roar Skaane Bjørn Stenersen Karsten Stenersen | Csapat időfutam | 2:08:25(+6:46) | 11.      |

Női
| Versenyző           | Versenyszám   | Idő            | Helyezés |
| ------------------- | ------------- | -------------- | -------- |
| Ingunn Bollerud     | Mezőnyverseny | 2:09:42(+5:00) | 41.      |
| Gunhild Ørn         | Mezőnyverseny | 2:05:46(+1:04) | 37.      |
| Monica Valvik-Valen | Mezőnyverseny | 2:05:03(+0:21) | 5.       |

### Pálya-kerékpározás
Üldözőversenyek
| Versenyző         | Versenyszám                | Selejtező | Selejtező | Negyeddöntő  | Negyeddöntő | Negyeddöntő | Elődöntő     | Elődöntő  | Elődöntő | Döntő        | Döntő     | Helyezés    |
| Versenyző         | Versenyszám                | Idő       | Hely.     | Ellenfél Idő | Saját idő   | Hely.       | Ellenfél Idő | Saját idő | Hely.    | Ellenfél Idő | Saját idő | Helyezés    |
| ----------------- | -------------------------- | --------- | --------- | ------------ | ----------- | ----------- | ------------ | --------- | -------- | ------------ | --------- | ----------- |
| Steffen Kjærgaard | Férfi egyéni üldözőverseny | lekörözve | lekörözve | kiesett      | kiesett     | kiesett     | kiesett      | kiesett   | kiesett  | kiesett      | kiesett   | helyezetlen |

## Kézilabda

### Női
| Norvég női kézilabdacsapat-játékoskeret                                                                                    | Norvég női kézilabdacsapat-játékoskeret                                                                                |
| --- | --- |
| - Mona Dahle - Kristine Duvholt - Siri Eftedal - Hege Kirsti Frøseth - Susann Goksør - Henriette Henriksen - Hanne Hogness | - Karin Pettersen - Tonje Sagstuen - Annette Skotvoll - Ingrid Steen - Heidi Sundal - Cathrine Svendsen - Heidi Tjugum |

#### Eredmények
Csoportkör
B csoport
| Csapat              | M | Gy | D | V | G+ | G– | Gk  | P |
| ------------------- | - | -- | - | - | -- | -- | --- | - |
| Dél-Korea (KOR)     | 3 | 2  | 1 | 0 | 82 | 61 | +21 | 5 |
| Norvégia (NOR)      | 3 | 2  | 0 | 1 | 55 | 60 | –5  | 4 |
| Ausztria (AUT)      | 3 | 1  | 1 | 1 | 64 | 62 | +2  | 3 |
| Spanyolország (ESP) | 3 | 0  | 0 | 3 | 50 | 68 | –18 | 0 |

| 1992. július 30. 16:30 | Norvégia (NOR) | 16–27   | Dél-Korea (KOR)           | Játékvezetők: Szajna, Wroblewski (POL) |
| 1992. július 30. 16:30 | Eftedal 4      | (11–13) | Im Ogjong (Im O-Gyeong) 9 | Játékvezetők: Szajna, Wroblewski (POL) |
| 1992. július 30. 16:30 |                |         |                           | Játékvezetők: Szajna, Wroblewski (POL) |

| 1992. augusztus 1. 11:30 | Spanyolország (ESP) | 16–20 | Norvégia (NOR)     | Játékvezetők: Guterman (LTU), Taranoukhine (RUS) |
| 1992. augusztus 1. 11:30 | Vizcaíno 6          | (7–9) | Goksør, Svendsen 5 | Játékvezetők: Guterman (LTU), Taranoukhine (RUS) |
| 1992. augusztus 1. 11:30 |                     |       |                    | Játékvezetők: Guterman (LTU), Taranoukhine (RUS) |

| 1992. augusztus 3. 11:30 | Norvégia (NOR)        | 19–17  | Ausztria (AUT) | Játékvezetők: Lelong, Tancrez (FRA) |
| 1992. augusztus 3. 11:30 | Sagstuen, Svendsen, 4 | (9–10) | Matei 7        | Játékvezetők: Lelong, Tancrez (FRA) |
| 1992. augusztus 3. 11:30 |                       |        |                | Játékvezetők: Lelong, Tancrez (FRA) |

Elődöntő
| 1992. augusztus 6. 14:00 | Egyesített Csapat (EUN) | 23–24   | Norvégia (NOR)     | Játékvezetők: Jug, Jeglic (SLO) |
| 1992. augusztus 6. 14:00 | Morszkova 8             | (11–12) | Sundal, Svendsen 6 | Játékvezetők: Jug, Jeglic (SLO) |
| 1992. augusztus 6. 14:00 |                         |         |                    | Játékvezetők: Jug, Jeglic (SLO) |

Döntő
| 1992. augusztus 8. 12:00 | Norvégia (NOR) | 21–28  | Dél-Korea (KOR)           | Játékvezetők: H. E. Thomas, J. K. Thomas (GER) |
| 1992. augusztus 8. 12:00 | Sundal 7       | (8–16) | Im Ogjong (Im O-Gyeong) 8 | Játékvezetők: H. E. Thomas, J. K. Thomas (GER) |
| 1992. augusztus 8. 12:00 |                |        |                           | Játékvezetők: H. E. Thomas, J. K. Thomas (GER) |

| Csapat         | Helyezés |
| -------------- | -------- |
| Norvégia (NOR) |          |

## Lovaglás
Díjugratás
| Versenyző    | Ló    | Versenyszám | Selejtező | Selejtező | Selejtező | Selejtező | Selejtező | Selejtező | Selejtező  | Selejtező  | Döntő  | Döntő  | Döntő   | Döntő   | Végeredmény | Végeredmény |
| Versenyző    | Ló    | Versenyszám | 1. kör    | 1. kör    | 2. kör    | 2. kör    | 2. kör    | 3. kör    | Összesítés | Összesítés | 1. kör | 1. kör | 2. kör  | 2. kör  | Végeredmény | Végeredmény |
| Versenyző    | Ló    | Versenyszám | Pont      | Hely.     | Pont      | Össz.     | Hely.     | Pont      | Pont       | Hely.      | Bünt.  | Hely.  | Bünt.   | Hely.   | Pont/Bünt   | Helyezés    |
| ------------ | ----- | ----------- | --------- | --------- | --------- | --------- | --------- | --------- | ---------- | ---------- | ------ | ------ | ------- | ------- | ----------- | ----------- |
| Morten Aasen | Animo | Egyéni      | 42,00     | 43.       | 72,50     | 114,50    | 26.       | 46,00     | 160,50     | 25.        | 16,00  | 30.    | kiesett | kiesett | 16,00       | 32.         |

## Műugrás
Férfi
| Versenyző        | Versenyszám    | Elődöntő | Elődöntő | Döntő   | Döntő    |
| Versenyző        | Versenyszám    | Pont     | Helyezés | Pont    | Helyezés |
| ---------------- | -------------- | -------- | -------- | ------- | -------- |
| Christian Styren | Egyéni műugrás | 347,94   | 19.      | kiesett | kiesett  |

## Ökölvívás
| Versenyző     | Versenyszám   | Selejtező                | Nyolcaddöntő                    | Negyeddöntő              | Elődöntő          | Döntő             | Helyezés |
| Versenyző     | Versenyszám   | Ellenfél Eredmény        | Ellenfél Eredmény               | Ellenfél Eredmény        | Ellenfél Eredmény | Ellenfél Eredmény | Helyezés |
| ------------- | ------------- | ------------------------ | ------------------------------- | ------------------------ | ----------------- | ----------------- | -------- |
| Ole Klemetsen | Nagyváltósúly | Jorge Porley (URU) · RSC | Noureddine Meziane (ALG) · 14-3 | Robin Reid (GBR) · 10-20 | kiesett           | kiesett           | 5.       |

RSC - a játékvezető megállította a mérkőzést

## Sportlövészet
Férfi
| Versenyző            | Versenyszám           | Selejtező | Selejtező | Döntő   | Döntő    |
| Versenyző            | Versenyszám           | Pont      | Helyezés  | Pont    | Helyezés |
| -------------------- | --------------------- | --------- | --------- | ------- | -------- |
| Stein Olav Fiskebeck | Légpisztoly           | 577       | 14.****   | kiesett | kiesett  |
| Stein Olav Fiskebeck | Szabadpisztoly        | 559       | 10.       | kiesett | kiesett  |
| Nils Petter Håkedal  | Légpuska              | 584       | 27.***    | kiesett | kiesett  |
| Nils Petter Håkedal  | Sportpuska, fekvő     | 595       | 15.**     | kiesett | kiesett  |
| Nils Petter Håkedal  | Sportpuska, összetett | 1151      | 29.*      | kiesett | kiesett  |
| Harald Stenvaag      | Sportpuska, összetett | 1166      | 7.        | 1264,6  | 5.       |
| Harald Stenvaag      | Sportpuska, fekvő     | 597       | 2.        | 701,4   |          |
| Harald Stenvaag      | Légpuska              | 587       | 18.**     | kiesett | kiesett  |
| Tor Heiestad         | Futócéllövészet       | 571       | 10.       | kiesett | kiesett  |

Női
| Versenyző     | Versenyszám           | Selejtező | Selejtező | Döntő   | Döntő    |
| Versenyző     | Versenyszám           | Pont      | Helyezés  | Pont    | Helyezés |
| ------------- | --------------------- | --------- | --------- | ------- | -------- |
| Lindy Hansen  | Légpuska              | 377       | 44.       | kiesett | kiesett  |
| Lindy Hansen  | Sportpuska, összetett | 560       | 35.       | kiesett | kiesett  |
| Hanne Vataker | Sportpuska, összetett | 572       | 22.*      | kiesett | kiesett  |
| Hanne Vataker | Légpuska              | 388       | 23.**     | kiesett | kiesett  |

Nyílt
| Versenyző     | Versenyszám | Selejtező | Selejtező | Elődöntő | Elődöntő | Döntő   | Döntő    |
| Versenyző     | Versenyszám | Pont      | Helyezés  | Pont     | Helyezés | Pont    | Helyezés |
| ------------- | ----------- | --------- | --------- | -------- | -------- | ------- | -------- |
| Harald Jensen | Skeet       | 144       | 33.*****  | kiesett  | kiesett  | kiesett | kiesett  |

* - egy másik versenyzővel azonos eredményt ért el

** - két másik versenyzővel azonos eredményt ért el

*** - három másik versenyzővel azonos eredményt ért el

**** - négy másik versenyzővel azonos eredményt ért el

***** -nyolc másik versenyzővel azonos eredményt ért el

## Tenisz
Férfi
| Versenyző                        | Versenyszám | 64-es főtábla                                          | 32-es főtábla                                                                     | Nyolcaddöntő      | Negyeddöntő       | Elődöntő          | Döntő             | Helyezés |
| Versenyző                        | Versenyszám | Ellenfél Eredmény                                      | Ellenfél Eredmény                                                                 | Ellenfél Eredmény | Ellenfél Eredmény | Ellenfél Eredmény | Ellenfél Eredmény | Helyezés |
| -------------------------------- | ----------- | ------------------------------------------------------ | --------------------------------------------------------------------------------- | ----------------- | ----------------- | ----------------- | ----------------- | -------- |
| Christian Ruud                   | Egyes       | Boris Becker (GER) · 6-3, 6-7(2–7), 7-5, 6-7(2–7), 3-6 | kiesett                                                                           | kiesett           | kiesett           | kiesett           | kiesett           | 33.      |
| Bent Ove Pedersen Christian Ruud | Páros       |                                                        | Dél-afrikai Köztársaság (RSA) · Wayne Ferreira · Piet Norval · 2-6, 4-6, 7-5, 3-6 | kiesett           | kiesett           | kiesett           | kiesett           | 17.      |

## Tollaslabda
| Versenyző   | Versenyszám | Selejtező                         | 32-es főtábla     | Nyolcaddöntő      | Negyeddöntő       | Elődöntő          | Döntő             | Helyezés |
| Versenyző   | Versenyszám | Ellenfél Eredmény                 | Ellenfél Eredmény | Ellenfél Eredmény | Ellenfél Eredmény | Ellenfél Eredmény | Ellenfél Eredmény | Helyezés |
| ----------- | ----------- | --------------------------------- | ----------------- | ----------------- | ----------------- | ----------------- | ----------------- | -------- |
| Hans Sperre | Férfi egyes | Foo Kok Keong (MAS) · 11-15, 3-15 | kiesett           | kiesett           | kiesett           | kiesett           | kiesett           | 33.      |

## Torna
Női
| Versenyző        | Versenyszám      | Selejtező | Selejtező | Döntő    | Döntő    |
| Versenyző        | Versenyszám      | Pontszám  | Helyezés  | Pontszám | Helyezés |
| ---------------- | ---------------- | --------- | --------- | -------- | -------- |
| Anita Tomulevski | Talaj            | 18,412    | 88.       | kiesett  | kiesett  |
| Anita Tomulevski | Ugrás            | 19,212    | 81.       | kiesett  | kiesett  |
| Anita Tomulevski | Felemás korlát   | 19,124    | 65.       | kiesett  | kiesett  |
| Anita Tomulevski | Gerenda          | 18,949    | 57.       | kiesett  | kiesett  |
| Anita Tomulevski | Egyéni összetett | 75,697    | 79.       | kiesett  | kiesett  |

## Úszás
Férfi
| Versenyző                                                       | Versenyszám            | Előfutam | Előfutam | Előfutam | Döntő   | Döntő   | Döntő   | Helyezés |
| Versenyző                                                       | Versenyszám            | Idő      | Hely.    | Össz.    | Típus   | Idő     | Hely.   | Helyezés |
| --------------------------------------------------------------- | ---------------------- | -------- | -------- | -------- | ------- | ------- | ------- | -------- |
| Jarl Inge Melberg                                               | 100 m gyors            | 51,39    | 3.       | 28.      | kiesett | kiesett | kiesett | kiesett  |
| Jarl Inge Melberg                                               | 200 m gyors            | 1:50,70  | 8.       | 19.      | kiesett | kiesett | kiesett | kiesett  |
| Jarl Inge Melberg                                               | 400 m gyors            | 4:03,49  | 5.       | 38.      | kiesett | kiesett | kiesett | kiesett  |
| Thomas Sopp                                                     | 100 m hát              | 58,45    | 7.       | 39.      | kiesett | kiesett | kiesett | kiesett  |
| Thomas Sopp                                                     | 200 m hát              | 2:05,91  | 6.       | 31.      | kiesett | kiesett | kiesett | kiesett  |
| Børge Mørk                                                      | 100 m mell             | 1:05,47  | 3.       | 37.      | kiesett | kiesett | kiesett | kiesett  |
| Børge Mørk                                                      | 200 m mell             | 2:19,11  | 4.       | 26.      | kiesett | kiesett | kiesett | kiesett  |
| Jarl Inge Melberg Thomas Sopp Trond Høines Kjell Ivar Lundemoen | 4 × 200 m gyorsváltó   | 7:31,35  | 5.       | 14.      | kiesett | kiesett | kiesett | kiesett  |
| Thomas Sopp Børge Mørk Trond Høines Jarl Inge Melberg           | 4 × 100 m vegyes váltó | 3:52,42  | 6.       | 17.      | kiesett | kiesett | kiesett | kiesett  |

Női
| Versenyző   | Versenyszám | Előfutam | Előfutam | Előfutam | Döntő   | Döntő   | Döntő   | Helyezés |
| Versenyző   | Versenyszám | Idő      | Hely.    | Össz.    | Típus   | Idő     | Hely.   | Helyezés |
| ----------- | ----------- | -------- | -------- | -------- | ------- | ------- | ------- | -------- |
| Irene Dalby | 200 m gyors | 2:04,28  | 7.       | 23.      | kiesett | kiesett | kiesett | kiesett  |
| Irene Dalby | 400 m gyors | 4:16,05  | 3.       | 11.      | B       | 4:14,46 | 3.      | 11.      |
| Irene Dalby | 800 m gyors | 8:38,58  | 2.       | 6.       | A       | 8:37,12 | 5.      | 5.       |

## Vitorlázás
Férfi
| Versenyző                            | Versenyszám     | Futam | Futam  | Futam  | Futam | Futam | Futam | Futam | Futam | Futam | Futam | Pontszám | Helyezés |
| Versenyző                            | Versenyszám     | 1     | 2      | 3      | 4     | 5     | 6     | 7     | 8     | 9     | 10    | Pontszám | Helyezés |
| ------------------------------------ | --------------- | ----- | ------ | ------ | ----- | ----- | ----- | ----- | ----- | ----- | ----- | -------- | -------- |
| Per Gunnar Haugen                    | Szörfvitorlázás | 33,0  | (35,0) | 33,0   | 23,0  | 23,0  | 31,0  | 25,0  | 25,0  | 24,0  | 16,0  | 233,0    | 22.      |
| Herman Horn Johannessen Pål McCarthy | 470-es osztály  | 11,7  | 8,0    | (23,0) | 10,0  | 8,0   | 17,0  | 17,0  |       |       |       | 71,7     | 5.       |

Női
| Versenyző                      | Versenyszám     | Futam | Futam | Futam  | Futam | Futam | Futam  | Futam | Futam | Futam | Futam  | Pontszám | Helyezés |
| Versenyző                      | Versenyszám     | 1     | 2     | 3      | 4     | 5     | 6      | 7     | 8     | 9     | 10     | Pontszám | Helyezés |
| ------------------------------ | --------------- | ----- | ----- | ------ | ----- | ----- | ------ | ----- | ----- | ----- | ------ | -------- | -------- |
| Jorunn Horgen                  | Szörfvitorlázás | 23,0  | 15,0  | 3,0    | 13,0  | 15,0  | 16,0   | 3,0   | 3,0   | 11,7  | (31,0) | 102,7    | 8.       |
| Linda Andersen                 | Europe          | 25,0  | 18,0  | 0,0    | 0,0   | 5,7   | (31,0) | 10,0  |       |       |        | 48,7     |          |
| Ida Andersen Tonje Kristiansen | 470-es osztály  | 14,0  | 15,0  | (21,0) | 21,0  | 19,0  | 15,0   | 16,0  |       |       |        | 100,0    | 14.      |

Nyílt
| Versenyző                 | Versenyszám     | Futam | Futam  | Futam | Futam | Futam | Futam | Futam | Pontszám | Helyezés |
| Versenyző                 | Versenyszám     | 1     | 2      | 3     | 4     | 5     | 6     | 7     | Pontszám | Helyezés |
| ------------------------- | --------------- | ----- | ------ | ----- | ----- | ----- | ----- | ----- | -------- | -------- |
| Per Arne Nilsen Odd Stray | Tornádó         | 21,0  | (24,0) | 17,0  | 21,0  | 18,0  | 11,7  | 16,0  | 104,7    | 15.      |
| Knut Frostad Ole Pollen   | Repülő hollandi | 16,0  | (20,0) | 11,7  | 8,0   | 15,0  | 13,0  | 17,0  | 80,7     | 7.       |

| Versenyző                                   | Versenyszám | Előfutam | Előfutam | Előfutam | Előfutam | Előfutam | Előfutam | Előfutam | Előfutam | Csoportkör | Csoportkör | Csoportkör | Csoportkör | Csoportkör | Csoportkör | Csoportkör | Kieséses szakasz | Kieséses szakasz | Helyezés |
| Versenyző                                   | Versenyszám | 1        | 2        | 3        | 4        | 5        | 6        | Pont     | Hely.    |            |            |            |            |            | Pont       | Hely.      | Elődöntő         | Döntő            | Helyezés |
| ------------------------------------------- | ----------- | -------- | -------- | -------- | -------- | -------- | -------- | -------- | -------- | ---------- | ---------- | ---------- | ---------- | ---------- | ---------- | ---------- | ---------------- | ---------------- | -------- |
| Thom Haaland Rune Jacobsen Erling Landsværk | Soling      | 8,0      | (24,0)   | 15,0     | 23,0     | 8,0      | 24,0     | 78,0     | 10.      | kiesett    | kiesett    | kiesett    | kiesett    | kiesett    | kiesett    | kiesett    | kiesett          | kiesett          | 10.      |